# Henri Baudouin
Pour les articles homonymes, voir Baudouin.
Henri Baudouin, né le 18 juin 1926 à Saint-Georges-de-Gréhaigne (Ille-et-Vilaine) et mort le 26 mai 2020, dans le 5e arrondissement de Paris, est un homme politique français.

## Biographie
Avocat de profession, Henri Baudouin est agréé près le tribunal de commerce. Il est maire de Granville, dans la Manche, à deux reprises de 1961 à 1977 et de 1983 à 1989.
En novembre 1962, il est élu député dans la 3e circonscription de la Manche, puis réélu en mars 1967 et en mai 1968. Il est alors affilié aux partis gaullistes successifs, l'UNR-UDT, l'Union démocratique pour la Ve République et l'Union des démocrates pour la République (UDR). Réélu en mars 1973, mars 1978 et enfin en juin 1981, il siège alors dans les rangs des Républicains indépendants (RI) puis de l'Union pour la démocratie française (UDF).

## Décorations
- Chevalier de la Légion d'honneur Il est nommé le 13 juillet 1995[4], pour ses 31 ans d'activités professionnelles et de services militaires.